# Кастель-Габбьяно
Кастель-Габбьяно (итал. Castel Gabbiano) — коммуна в Италии, располагается в регионе Ломбардия, в провинции Кремона.
Население составляет 392 человека (2008 г.), плотность населения составляет 78 чел./км². Занимает площадь 5 км². Почтовый индекс — 24058. Телефонный код — 0373.
Покровителем коммуны почитается святой Александр из Бергамо, празднование в последнее воскресение августа.

## Демография
Динамика населения:

## Администрация коммуны
- Официальный сайт: http://www.comune.castelgabbiano.cr.it/